# Иеринг, Рудольф фон
Рудольф фон Иеринг (нем. Rudolf von Jhering или Rudolf von Ihering; 22 августа 1818, Аурих — 17 сентября 1892, Гёттинген) — немецкий правовед.

## Биография
В молодости — представитель юриспруденции понятий, затем — основоположник юриспруденции интересов, представитель реалистической школы права.
Иеринг стремился соединить политико-правовые теории с социологическими, психологическими и иными концепциями.
Вместе с Карлом фон Гербером он издавал юридический журнал «Jahrbücher für Dogmatik des heutigen römischen und deutschen Privatrechts», преследующий целью сближение римского и германского права в духе идей Гербера, разделявшихся и Иерингом.
Похоронен на Гёттингенском городском кладбище.

## Идеи
Иеринг считал, что право — не плод народного духа; оно не развивается мирным путем, из нравственных начал, вложенных в народное сознание. Оно — плод деятельности личности, ее борьбы; оно служит обеспечению интересов личности и создается путем соглашения, договора. Право, таким образом, является продуктом власти и умственного творчества личности. Основным двигателем прогресса Иеринг признавал эгоизм, условием — борьбу, обеспечением права — принуждение и государственную власть, нормами права — целесообразные принципы жизни, проводимые общественной властью. Но эти элементы, рассматриваемые в историческом их развитии, являются у него культурными силами, обращающимися в хранителей права, под влиянием развития личности и борьбы её за свое существование.
Власть, по Иерингу, есть правовая власть, принуждение — правовое принуждение, удовлетворяющее нравственным целям. Борьба за право, в его глазах, лучший оплот права; без власти нет права, но нет права и там, где имеет силу лишь «односторонняя норма» — закон, обязательный лишь для одной стороны; лишь «двусторонняя норма» — закон, которому одинаково подчинены как власть, так и члены гражданского общества, — гарантирует право.
В области истории права Иеринг оказал огромное влияние на современников.
Его фраза «В борьбе обретёшь ты право своё» использовалось эсерами в Российской империи как лозунг своей партии.

## Работы (книги)
- Дух римского права на различных ступенях его развития (1852—1865)
- Борьба за право (1874)
- Цель в праве (1877—1883)
- На водку (Чаевые) (1882)
- Юридическая техника
- Смешное и серьёзное в юриспруденции
- Об обосновании защиты владения
- Интерес и право